# 人馬座A

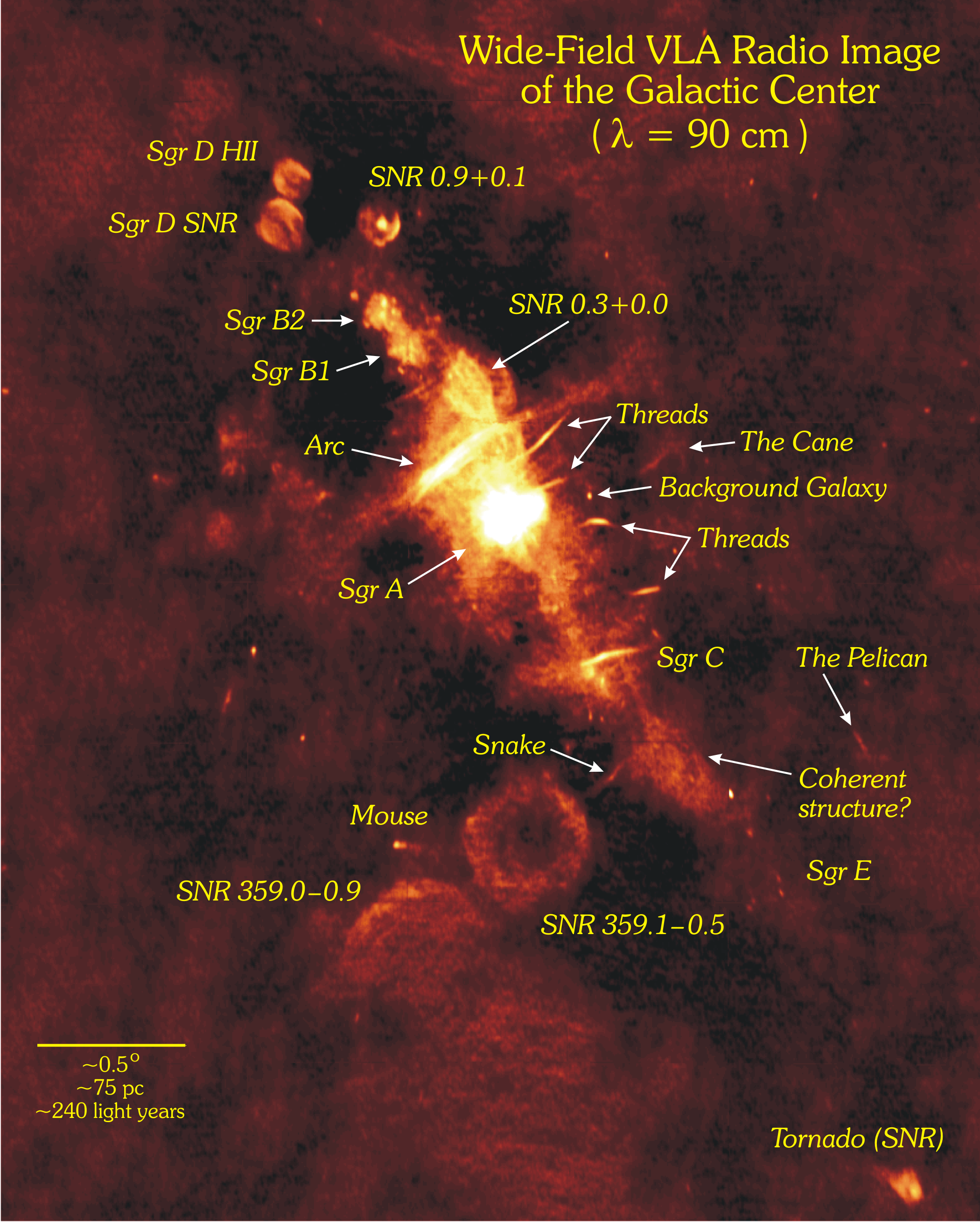
Sgr A和環境，如甚大天線陣列在90公分波長處看到的人馬座A和周圍的環境。

人馬座A （Sagittarius A、Sgr A）是在銀河系中心的一個複雜且強烈電波源，其中包含一個超大質量黑洞。它位於的星座是人馬座，但可見光被銀河螺旋臂中由宇宙塵埃構成的巨大星際雲遮擋住。在太陽周圍佔據有利位置的塵埃帶，形成遮蔽銀河系明亮核球的大裂谷，使銀河系的中心變得模糊不清。
放射源由三部分組成：超新星遺跡的人馬座A東、螺旋結構的人馬座A西、以及位於螺旋中心的一個非常明亮緊湊的放射源人馬座A*（"A*"讀作"A星"）。這三者是重疊的：人馬座A東最大，人馬座A西在人馬座A東內但離開中心偏西，A*位於A西的中心。

## 人馬座螺旋臂
對銀河系人馬座旋臂中形成恆星的10個大質量區域的視差和運動進行了量測研究。使用超長基線陣列（VLBA）的白賽爾巡天收集的數據，並綜合結果發現這些區域的物理特性（稱為銀河中心方位角，約 − 2度和65度）。結果表明，星系臂的螺旋俯仰角為7.3±1.5度，銀河系星系臂的半寬為200秒差距。離太陽最近的旋臂距離約為1.4±0.2 kpc。

## 人馬座A東
這一特徵寬度約為25光年，是發生在西元前35,000年至100,000年之間的爆炸事件中的超新星遺跡。然而，它需要比標準超新星爆炸多50到100倍的能量才能產生這種大小和能量的結構。推測人馬座A東是一顆接近黑洞中心的星體，在重力壓縮下爆炸的遺跡。

## 人馬座A西

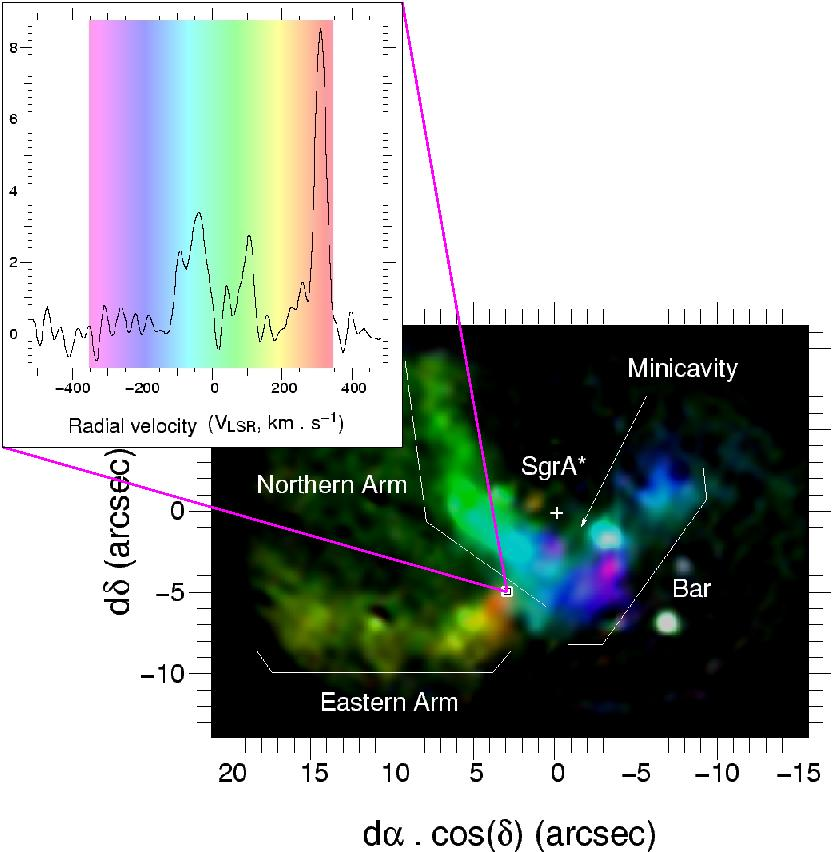
人馬座A西內部的表面亮度和速度場。

從地球的角度來看，人馬座A西具有三臂螺旋的外觀。因此，它也被稱為"微型螺旋"。不過，這種外觀和暱稱令人誤解：微型螺旋的三維結構"不是"螺旋的結構。它由幾個塵埃和氣體雲組成，並且以高達每秒1,000公里的速度圍繞人馬座A*旋轉並落下。這些雲的表層是電離的。電離的來源是大質量恆星（到目前為止，已經確定了一百多顆OB星），它們佔據了中心數秒差距的範圍。
人馬座A西被一個巨大的、塊狀的、較冷的分子氣體環核盤（CND）所包圍。人馬座A西北臂雲的性質和運動學表明，它曾經是CND中的一個團塊，由於某種擾動而下降，可能是人馬座A東的超新星爆炸所導致。北臂看起來是一個非常明亮的南北輻射脊，但它向東延伸得很遠，可以檢測到它是一個暗淡的擴展源。
西弧（在右側影像視野外）被解釋為CND的電離內表面。東臂和棒（Bar）似乎是另外兩個類似於北臂的大型雲，然而它們不共用相同的軌道平面。據估計，它們各自的質量約為20太陽質量。
在這些大尺度結構（大小約為幾光年）的頂部，可以看到大雲團內部有許多較小的小雲團和空洞。這些擾動中最突出的是微空腔，它被解釋為由大質量恆星的恆星風在北臂內部吹出的氣泡，但尚未明確識別。

## 人馬座A*

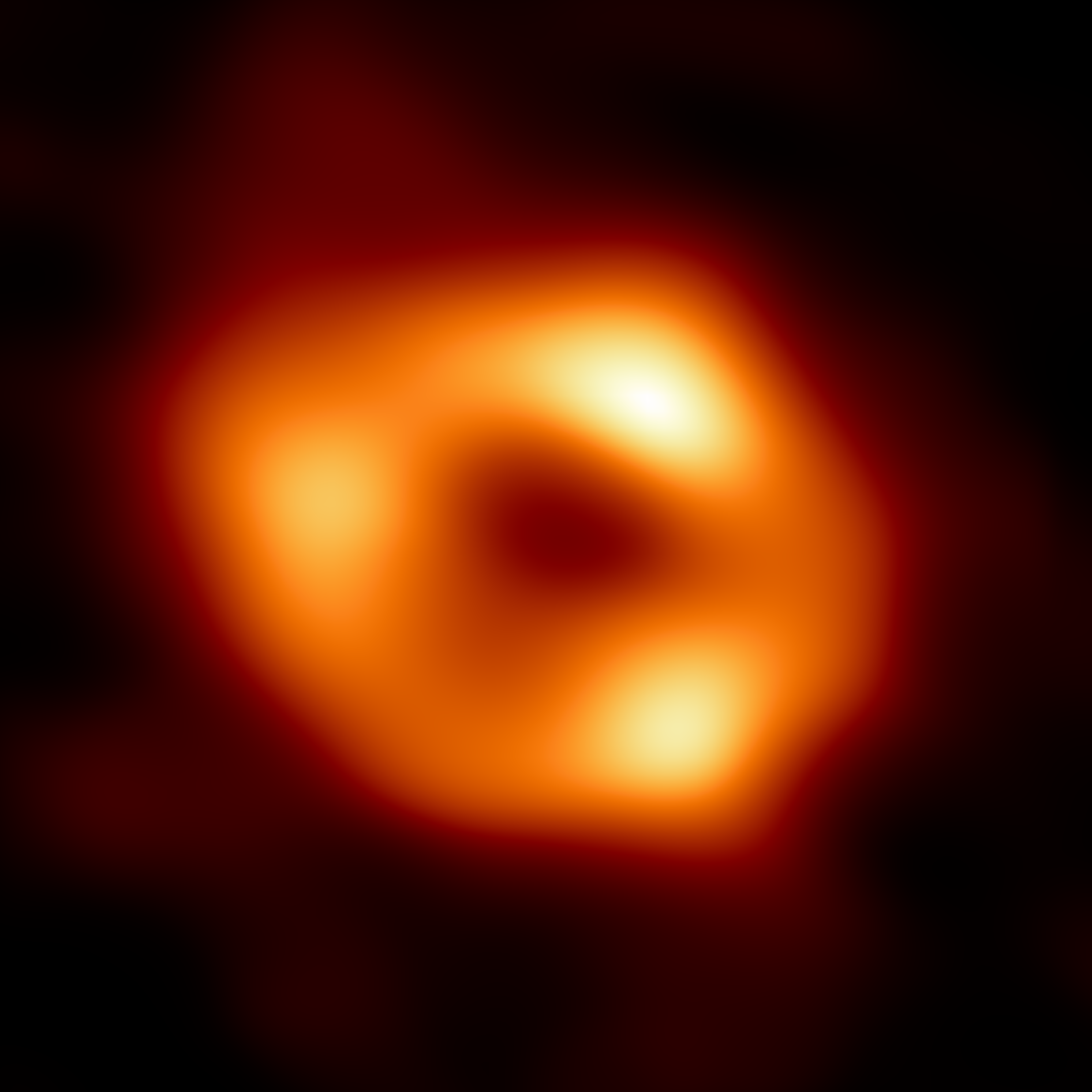
由事件視界望遠鏡拍攝的超大質量黑洞人馬座A*。

天文學家現在有證據表明，在銀河系的中心有一個超大質量黑洞 。人馬座A*（Sgr A*)被認為是這個超大質量黑洞位置最有可能的候選者。智利的甚大望遠鏡和夏威夷的凱克望遠鏡已經探測到圍繞人馬座A*運行的恆星，其速度超過銀河系中任何其它恆星的速度。依據計算，一顆名為 S2的恆星在其最接近的點以每秒5,000km以上的軌道速度圍繞人馬座A*運行。
2014年，一個氣體雲G2穿過人馬座A*區域，並成功做到了這一點，而沒有像理論家預測的那樣消失在事件視界之外。相反的，它解體了，這表明G2和之前的氣體雲G1是恆星殘骸，而人馬座A*的引力場比氣體雲更大。
在2019年9月，科學家發現在過去的一年裏，人馬座A*消耗附近物質的速度比平常快得多。研究人員推測，這可能意味著黑洞正在進入一個新的階段，或者說人馬座A*在G2穿過時剝離了它的外層。

## 流行文化中的人馬座A
- 在2014年的太空模擬電子遊戲“精英：危機四伏”中，玩家可以前往人馬座A*，在Xbox One和PlayStation版本的遊戲中，玩家可以獲得成就。
- 在電視節目“廢柴聯盟”中，皮爾斯·霍桑提到，在他看來，人馬座A是唯一值得研究的黑洞。
- 在H.P.洛夫克拉夫特克蘇魯神話中，人馬座A據說是核混亂阿撒托斯的居住所在地。
- 在"美少女戰士"漫畫系列的最後一段弧線中，"人馬座零星"是銀河大鍋的所在地，銀河大鍋是一個虛構的人工製品，是銀河系所有生命的誕生地[10]。:Act 59

## 進階讀物
- Melia, Fulvio. . Princeton, NJ / Oxford: Princeton University Press. 2003. ISBN 978-0-691-09505-9.

## 外部連結
- Recent Results of the MPE Infrared/Submillimeter Group （页面存档备份，存于）
- Galactic Center Research at MPE （页面存档备份，存于）
- Nature report, with link to the Schödel et al. paper （页面存档备份，存于）
- Sagittarius A East （页面存档备份，存于）
- Kinematic and structural analysis of the Minispiral in the Galactic Center from BEAR spectro-imagery (preprint) （页面存档备份，存于）
- Chandra Photo Album Sagittarius A （页面存档备份，存于）
- The Galactic Center (outdated) （页面存档备份，存于）
- NASA Image of the Day Gallery, January 6, 2010 Into the Heart of Darkness （页面存档备份，存于） - Chandra X-ray Observatory image.
- Sagittarius A at Constellation Guide （页面存档备份，存于）